# Якшино (Таборинський район)
Я́кшино (рос. Якшино) — селище у складі Таборинського району Свердловської області. Входить до складу Унже-Павинського сільського поселення.
Населення — 18 осіб (2010, 264 у 2002).
Національний склад населення станом на 2002 рік: росіяни — 94 %.
Стара назва — Зарічний.